# (123120) Peternewman
(123120) Peternewman est un astéroïde de la ceinture principale.

## Description
(123120) Peternewman est un astéroïde de la ceinture principale. Il fut découvert le 26 septembre 2000 à l'observatoire d'Apache Point par le programme Sloan Digital Sky Survey. Il présente une orbite caractérisée par un demi-grand axe de 2,97 UA, une excentricité de 0,05 et une inclinaison de 10,6° par rapport à l'écliptique.

## Compléments